# 4e régiment d'infanterie territoriale
Le 4e régiment d'infanterie territorial (ou 4e RIT) est un régiment constitué à la mobilisation de 1914 en application du Plan XVII, en 1re région militaire, à Avesnes-sur-Helpe. Il est destiné à la défense de la place de Maubeuge.

## Chefs de corps
- 1914: Lieutenant-colonel Farges

## Drapeau
Il ne porte aucune inscription.

## Première Guerre mondiale
Affectation : Place forte de Maubeuge

### Historique
Le régiment reçoit son numéro par décret du 19 mars 1875, en prévision de la mobilisation

#### 1914
- 28 août au 8 septembre 1914 : Siège de Maubeuge.
- Ce régiment fut fait prisonnier entièrement parmi les 45 000 combattants de la poche de Maubeuge, les soldats furent internés dans les camps allemands de Chemnitz, Soltaut, Hamborn, Minden, Niederzwehren, etc. jusqu'en décembre 1918-janvier 1919.